# The Italian Job (jeu vidéo, 2001)
Pour les articles homonymes, voir The Italian Job.
The Italian Job est un jeu vidéo de course sorti en 2001 sur PlayStation, et qui fut développé par Rockstar Games. Il est fondé sur L'or se barre, film de 1969 réalisé par Peter Collinson.